# Oglio
L'Oglio (en llombard Olł, pronunciat [ɔj] o [ˈɔli]) és un riu del nord d'Itàlia (Llombardia) afluent del riu Po. Es forma per la unió de dos rierols: el Narcanello, que ve de la glacera Presena, i el Frigidolfo, originat al llac Ercavallo, al parc nacional de Stelvio, ajuntant-se al lloc anomenat Corno dei Tre Signori. El seu nom antic fou Ollius.

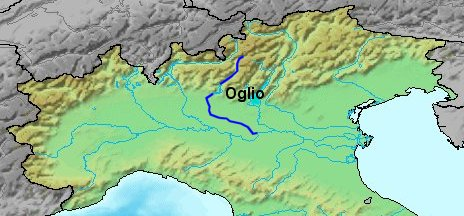
Situació del riu Oglio

Té 280 quilòmetres de llarg. En la jerarquia dels afluents del Po, ocupa el 2n lloc per llarg, després del riu Adda, mentre que és el 4t per superfície de conca, després de Tanaro, Adda i Ticino, i el 3r per flux mitjà a la boca, després de Ticino i Adda.
Flueix en direcció sud-oest, a través de Val Camonica i entra al llac d'Iseo a Costa Volpino. Surt del llac d'Iseo a Sarnico i, després de recórrer una zona de dipòsits de morenes, s'uneix al riu Po a Torredoglio, no gaire lluny de Cessole i Scorzarolo, a la província de Màntua. La seva conca de drenatge, que correspon a la regió de Valle Camonica, cobreix 6.649 quilòmetres quadrats. Forma part de la conca més gran del Po-Adige.